# Un bourgeois tout petit petit
Pour plus de détails, voir Fiche technique et Distribution.
Un bourgeois tout petit, petit (titre original italien : Un borghese piccolo piccolo) est un film (comédie-dramatique) italien de Mario Monicelli sorti en 1977, d'après un roman de Vincenzo Cerami publié en 1976.

## Synopsis
Le bourgeois Vivaldi se venge de l'assassin de son fils. Son univers s'est écroulé, son sens des valeurs est perverti.
Forte et pessimiste dénonciation de la médiocrité.

## Fiche technique
- Titre original : Un borghese piccolo piccolo
- Réalisateur : Mario Monicelli
- Scénaristes : Sergio Amidei, Vincenzo Cerami
- Producteurs : Aurelio De Laurentiis et Luigi De Laurentiis
- Musique : Giancarlo Chiaramello
- Photo : Mario Vulpiani
- Costumes : Gitt Magrini
- Date de sortie : 31 août 1977
- Genre : Drame
- Durée : 118 minutes
- Affiche : René Ferracci (France)

## Distribution
- Alberto Sordi (V.F. :  William Sabatier[1]) : Giovanni Vivaldi
- Shelley Winters : Amalia Vivaldi
- Vincenzo Crocitti : Mario Vivaldi
- Romolo Valli : Dr. Spazioni
- Renzo Carboni : Robber
- Enrico Beruschi : Toti
- Marcello Di Folco
- Francesca D'Adda Salvaterra
- Edoardo Florio
- Ettore Garofolo : Jeune homme dans la rue
- Renato Scarpa